# Иоффе, Роза Марковна
Ро́за Ма́рковна Ио́ффе (1 декабря 1907, Витебск — 4 октября 1966, Москва) — радиорежиссёр, редактор и постановщица популярных радиопрограмм и радиоспектаклей, создательница понятия «радиотеатр». Первой применила так называемый «приём Буратино» — ускорение или замедление хода магнитофонной плёнки для создания эффекта детского или, наоборот, «медвежьего» голоса.

## Биография
Роза Иоффе родилась в Витебске (в то время Витебская губерния) в многодетной семье столяра-краснодеревщика. Около 1919 года семья переехала в Москву. Иоффе окончила Государственные курсы чтения и речи Василия Серёжникова в конце 1927 года. Руководила кружком художественной самодеятельности при школе № 22 Сокольнического района, и после удачного выступления учеников на радио её пригласили вести на детском радиовещании Студию юных чтецов. Так в 1930 году Роза Иоффе стала одним из первых профессиональных режиссёров радиовещания. Своим учителем Роза Марковна считала Осипа Наумовича Абдулова.
Воспитала множество радиоартистов, научив их работать у микрофона: Марию Бабанову, Николая Литвинова, Юрия Пузырёва, Алексея Консовского, Елену Фадееву, Валентину Сперантову, Зинаиду Бокареву, Вячеслава Дугина, Ростислава Плятта.
С Иоффе на радио работала Ольга Трацевская. Позже она создала радиопередачу о Розе Марковне.
Иоффе работала на Всесоюзном радио почти всю жизнь, однако в 1948 году ей пришлось её покинуть во время гонений на евреев и в связи с арестом брата, а в начале 1960-х её уволили «за профнепригодность».
Умерла 4 октября 1966 года. Похоронена на Введенском кладбище Москвы.

### Семья
- Брат — Меер Маркович Иоффе (1895—1960, Рига), театральный художник ГОСЕТа.
- Племянник — Руфин Руфинович Гордин, писатель; подготовил к печати посмертное издание дневников Р. М. Иоффе (2001).

## Творчество
С 1932 года Роза Иоффе стала работать на радио как режиссёр в художественном радиовещании для детей, возникшем по её инициативе. Первые записи Розы Иоффе на радио в качестве режиссёра или сорежиссёра датированы началом 1930-х годов. Среди наиболее известных работ: «Золотой ключик, или Приключения Буратино» (1949 год, по сказке А. Н. Толстого).
В её радиотруппе были такие актёры, как Наталья Львова, Всеволод Якут, Фаина Раневская, Юрий Яковлев, Вера Васильева, Борис Толмазов, Алексей Грибов, Зиновий Гердт.
Роза Иоффе начинала с передач для дошкольников: «Маша-растеряша» и «Горошина», с игры «Петрушкина почта». Затем она стала создавать радиопостановки: «Хозяйка медной горы» по сказам Павла Бажова, «Часы» по повести Ивана Тургенева, «Три мушкетёра» по роману Александра Дюма, «Дашино письмо» по роману Алексея Николаевича Толстого «Хождение по мукам»… В «датах и фактах» радиовещания за 27.XI.1949 год есть такая запись:

Новым словом в расширении выразительных средств радио стала передача по сказке Алексея Николаевича Толстого «Буратино». Весь радиоспектакль был сыгран одним актёром — Николаем Владимировичем Литвиновым. Режиссёр передачи Роза Марковна Иоффе, записывая нормальный человеческий голос на медленно движущейся плёнке магнитофона, а затем пуская её с обычной скоростью, добилась «сказочного», своеобразно звучащего голоса деревянного человечка Буратино.— Музей телевидения и радио в Интернете
Николай Литвинов исполнял все роли — и Папы Карло, и Буратино, и всех прочих обитателей сказки. Применённый режиссёром приём «наложения» помог одному артисту не только изобразить шум целой толпы, но и петь разными голосами дуэтом, квартетом.
Всего было поставлено около 200 радиоспектаклей.

## Книги
- В славе и в горестях: из дневников Розы Марковны Иоффе 1942—1966 годов. Подготовка текста, вступительная статья и примечания: Р. Р. Гордин. Кишинёв: Понтос, 2001. — 200 с[3]. — ISBN 9975-938-20-5

### Работа на радио
- «Воробьишко» (1937 год, по рассказу М. Горького в исполнении С. Гиацинтовой)
- «Петрушкина почта» (до 1940 года)
- «Исполняются все желания» (до 1940 года)
- «Клаша Сапожкова» (1940 год, по повести А. Голубевой)
- «Оле Лукойе» (1945 год, по сказке Х. К. Андерсена)
- «Приключения Буратино» (1949 год, по повести-сказке А. Н. Толстого «Золотой ключик, или Приключения Буратино»)
- «Детство Никиты» (1950 год, по одноименной повести А. Н. Толстого)
- «Звёздный мальчик» (1950 год, по сказке О. Уайльда «Мальчик-звезда»)
- «Пушкинский вальс» (1950 год, инсценировка С. Богомазова)
- «Жан-Кристоф» (1957 год, по роману Р. Роллана)
- «Певцы» (1950 год, по рассказу И. Тургенева), исп. А. Грибов
- «Анютины глазки» (конец 1950-х)
- «Городской романс» (конец 1950-х)
- «Два вечера» (конец 1950-х)
- «Дети дяди Тома» (конец 1950-х, по одноимённой книге рассказов Ричарда Райта)
- «Мост» (конец 1950-х)
- «Пошехонская старина» (конец 1950-х, по роману М. Е. Салтыкова-Щедрина)
- «Портрет» (конец 1950-х)
- «Продолжение легенды» (конец 1950-х)
- «Случай на границе» (конец 1950-х)
- «Тамань» (конец 1950-х, по одноимённой повести из романа М. Ю. Лермонтова «Герой нашего времени»)
- «Ци Бай-Ши» (конец 1950-х)
- «Школа» (конец 1950-х, по повести А. Гайдара)
- «Ясный берег» (конец 1950-х, по повести Веры Пановой)
- «Маленький принц» (1961 год, по сказке А. де Сент-Экзюпери)
- «Что сказал Кутузов» (1961 год, по рассказу М. Слуцкиса)
- «Сказка о Военной тайне» (1964 год, по сказке А. Гайдара)
- «Чудесное путешествие Нильса с дикими гусями» (1968 год, по сказке С. Лагерлёф
- «Городок в табакерке» (1948 год, по сказке В. Одоевского)
- «Белый пудель» (1946 год, по рассказу А. Куприна)
- «Малахитовая шкатулка» (1959 год, по сказке П. Бажова)
- «Чёрная курица, или Подземные жители» (1946 год, по сказке Антония Погорельского)
- «Трое в одной лодке» (по повести Дж. Джерома)
- «Майская ночь» (1950 год, по повести Н. Гоголя)
- «Хозяйка медной горы» (1948 год, по сказам П. Бажова)
- «Нос» (1951 год, по повести Н. Гоголя)
- «Каштанка» (1943 год, по повести А. Чехова)
- «Мальчик с лесного берега» (1962 год, по рассказу Дж. Олдриджа)
- «Мартин Чезлвит уезжает в Америку» (1955 год, по роману Ч. Диккенса «Жизнь и приключения Мартина Чезлвита»)
- «Часы» (1958 год, по рассказу И. Тургенева)
- «Три мушкетёра» (1960 год, по роману А. Дюма)
- «Дэвид Копперфилд» (1946 год, по роману Ч. Диккенса «Жизнь Дэвида Копперфильда, рассказанная им самим»)
- «Ванина Ванини» (1955 год, по новелле Стендаля)
- «Бурмистр» (1951 год, по рассказу И. Тургенева)
- «Зерно задора» (1952, по рассказу П. Кравченко)
- «Орест Кипренский» (1958, по повести К. Паустовского).

### Работа в театре
- Б. Шоу «Ученик дьявола» (1957 год, мелодрама в 3-х действиях, перевод И. Рубинштейна. С участием Е. П. Леонова, композитор — А. А. Муравлёв. Московский драматический театр имени К. С. Станиславского)